# Вентворт Міллер
Вентворт Міллер (англ. Wentworth Miller, нар. 2 червня, 1972, Велика Британія) — американський актор, сценарист, найбільш відомий роллю Майкла Скофілда в серіалі «Втеча з в'язниці». Знімався в таких фільмах, як «Інший світ» (2003), «Оселя зла: Потойбічне життя» (2010), «Легенди завтрашнього дня» (2016) та інші.

## Біографія

### Дитинство та юність
Народився в Чіппінг-Нортон, Оксфордшир, Англія. Актор зростав в нью-йоркському Брукліні, а після закінчення школи потрапив у престижний Принстонський університет. Одразу ж після захисту дипломної роботи він, несподівано для батьків і друзів, переїхав до Лос-Анджелеса у 1995 році, щоб стати актором.

### Кар'єра
Міллер починав свою кар'єру в кіно по ту сторону камер. Він був змушений потрудитися якийсь час за сценою, щоб утримувати себе. Вентворт працював у департаменті розвитку однієї невеликої продюсерської компанії, що робила фільми для телебачення. Однак зовсім незабаром Міллер зрозумів, що займається не своєю справою, і в ньому знову прокинулися дитячі амбіції реалізувати себе як актор.
Протягом наступних декількох років Вентворт домігся невеликих гостьових ролей у серіалах «Баффі — переможниця вампірів», «Швидка допомога» й «Популярні».
Він також знявся в серіалі «Динотопія». Це була його перша справжня роль. Він зіграв чутливого парубка Девіда, що разом із братом потрапив у чарівну країну Дінотопію, населену динозаврами й людьми.
Але, напевно, найголовнішим його успіхом у той час стало одержання ролі у фільмі «Заплямована репутація», де він зіграв персонажа Ентоні Гопкінса в молодості.
У 2005 році Міллер з'явився у двох кліпах Мераї Кері «It's like that» й «We belong together». А потім все його життя перевернулося, і Вентворт одержав той шанс, якого завжди так терпляче чекав.
Обидва кліпи Мераї знімав режисер Бретт Ретнер, що так само працював над пілотним епізодом серіалу «Втеча з в'язниці». За його словами, спочатку Вентворта Міллера розглядали як кандидата на роль Кларка Кента у фільмі «Повернення супермена», коли цим фільмом ще займався Бретт Ретнер. Але, мабуть, місце Вентворта було все-таки не там.
У 2005 році Міллер з'явився на екрані в образі Майкла Скофілда в драматичному серіалі «Втеча з в'язниці». Чудове виконання ролі геніального інженера, що сідає у в'язницю, щоб витягти відтіля свого брата, принесло Вентворту номінацію на «Золотий глобус» («Найкращий актор драматичного серіалу») і море шанувальників у всьому світі.
Зараз Міллер чекає появи нових цікавих ролей. Він популярний, непереборний і бажаний гість на будь-якій світській вечірці. І навіть не віриться, що так було не завжди.
Шлях актора до мрії був далеко не простим, але, проте, Вентворт задоволений своїм життям і ставиться до всього філософськи.

## Особисте життя
Міллер живе у Ванкувері. Має двох сестер, Лею і Джилліан (Leigh / Gillian). Має громадянство Сполучених Штатів та Сполученого королівства.
У 2007 Міллер заперечив журналу InStyle, що він гей. Проте, він відкрився як гей в серпні 2013, коли на сайті GLAAD він опублікував листа, в якому відмовив у запрошенні на Міжнародний кінофестиваль у Санкт-Петербурзі, через те, що був «глибоко стурбованим» через ставлення російської влади до своїх гей-громадян (посилаючись на російський закон пропаганди ЛГБТ, який забороняв пропаганду нетрадиційних сексуальних орієнтацій).
Міллер написав, що він «у здоровому глузді не може брати участь у цьому святкуванні, яке проводиться країною, в якій люди, такі ж як і я, систематично зазнають заперечення в тому, щоб жити і любити відкрито».
На вечері кампанії з прав людини в Сіетлі, Вашингтон, 2013-го, Міллер сказав, що бувши підлітком, до свого камінг-ауту, він спробував здійснити самогубство декілька разів. Мовляв: «Коли мене запитували, чи це був крик про допомогу, я відповідав — ні, тому що я нікому не розповідав. Ти кричиш про допомогу лише тоді, коли віриш, що допомога, про яку кричиш, існує». Він обговорював свої зусилля роботи в Голлівуді, бувши «закритим» (не здійснивши відкриття про сексуальну орієнтацію) актором. Розповів про середовище в Проєкті ManKind, яке допомогло йому дізнатись про братерство, сестринство та буття частиною спільноти.
У 2016-му, у Facebook-пості він написав, що «боровся з депресією з дитинства. Це бій, який забирає час, можливості, стосунки та тисячі безсонних ночей». Він опублікував це як реакцію на мем про нього ж, який насміхався з його збільшення ваги у 2010 році. Міллер сказав, що його збільшення ваги було спричинене пошуком спокою в їжі, бувши в депресії. В кінці публікації залишив посилання на такі організації, як National Suicide Prevention Lifeline і Active Minds.

## Суспільна діяльність
Актор активно займається благодійністю, до чого залучає своїх численних фанатів.
У вересні 2013 року актор виступив з бойкотом Петербурзького міжнародного кінофестивалю. В листі директору фестивалю він заявив: «Будучи геєм, я змушений відхилити це запрошення».
|  | Я глибоко стурбований нинішнім ставленням російської влади до представників сексуальних меншин, як чоловіків, так і жінок. Це неприйнятна ситуація, і совість не дозволяє мені бути учасником свята в країні, де таким же людям, як я, систематично відмовляють у праві жити і любити відкрито |

## Фільмографія

### Актор
| Рік       |    | Українська назва                    | Оригінальна назва                 | Роль                         |
| --------- | -- | ----------------------------------- | --------------------------------- | ---------------------------- |
| 1998      | с  | Баффі — переможниця вампірів        | Buffy the Vampire Slayer          | Гейдж Петронці               |
| 1999—2000 | с  | Час твого життя                     | Time of Your Life                 | Нельсон                      |
| 2000      | с  | Найкращі                            | Popular                           | Адам Ротшильд Раян           |
| 2000      | с  | Швидка допомога                     | ER                                | Майк Пальміері               |
| 2000      | в  | Ромео і Джульєтта                   | Romeo and Juliet                  | Паріс                        |
| 2001      | кф |                                     | Room 302                          | обслуга #1                   |
| 2002      | тф | Динотопія                           | Dinotopia                         | Девід Скотт                  |
| 2003      | ф  | Заплямована репутація               | The Human Stain                   | молодий Коулман Сілк         |
| 2003      | ф  | Інший світ                          | Underworld                        | доктор Адам Локвуд           |
| 2005      | ф  | Стелс                               | Stealth                           | ЕДІ                          |
| 2005      | кф |                                     | The Confession                    | в'язень / Том                |
| 2005      | с  | Джоан з Аркадії                     | Joan of Arcadia                   | Раян Гантер                  |
| 2005—2017 | с  | Втеча з в'язниці                    | Prison Break                      | Майкл Скофілд                |
| 2005      | с  | Та, що говорить з привидами         | Ghost Whisperer                   | сержант Пол Адамс            |
| 2009      | мс | Гріфіни                             | Family Guy                        | Джок 4 / популярні малюк 2   |
| 2009      | тф | Втеча з в'язниці: Фінальна втеча    | Prison Break: The Final Break     | Майкл Скофілд                |
| 2009      | ф  | Кривавий струмок                    | Blood Creek                       | німецький солдат             |
| 2009      | с  | Закон і порядок: Спеціальний корпус | Law & Order: Special Victims Unit | детектив Нейт Кендалл        |
| 2010      | ф  | Оселя зла: Потойбічне життя         | Resident Evil: Afterlife          | Кріс Редфілд                 |
| 2010      | вг | Prison Break: The Conspiracy        | Prison Break: The Conspiracy      | Майкл Скофілд                |
| 2011      | с  | Доктор Хаус                         | House M.D.                        | Бенджамін Берд               |
| 2013      | мс | Молода Ліга справедливості          | Young Justice                     | Слейд Вілсон / Детстрок      |
| 2014—2019 | с  | Флеш                                | The Flash                         | Леонард Снарт / Капітан Колд |
| 2014      | ф  | Лофт                                | The Loft                          | Люк Сікорд                   |
| 2016—2021 | с  | Легенди завтрашнього дня            | Legends of Tomorrow               | Леонард Снарт / Капітан Колд |
| 2019      | с  | Закон і порядок: Спеціальний корпус | Law & Order: Special Victims Unit | Ісайя Холмс                  |
| 2019      | с  | Бетвумен                            | Batwoman                          | Леонард Снарт                |
| 2019      | с  | Державний секретар                  | Madam Secretary                   | сенатор Марк Хенсон          |
| 2021      | с  | Закон і порядок: Спеціальний корпус | Law & Order: Special Victims Unit | Ісайя Холмс                  |

### Сценарист
| Рік  |   | Українська назва    | Оригінальна назва        | Роль                    |
| ---- | - | ------------------- | ------------------------ | ----------------------- |
| 2013 | ф | Стокер              | Stoker                   | сценарист, співпродюсер |
| 2015 | ф | Кімната розчарувань | The Disappointments Room | сценарист               |

## Виноски
1. ↑  Prabook — 2018.
2. ↑  Біографія Вентворта Міллера на сайті KinoFilms.ua(укр.)
3. ↑  Голос Америки: Вентворт Миллер бойкотирует санкт-петербургский кинофестиваль [Архівовано 26 серпня 2013 у Wayback Machine.](рос.)
4. ↑  Радіо «Свобода»: Скажите спасибо Мизулиной!(рос.)